# بوی چارلتون
بوی چارلتون (انگلیسی: Boy Charlton؛ ۱۲ اوت ۱۹۰۷ – ۱۰ دسامبر ۱۹۷۵) با نام اصلی اندرو مورای چارلتون یک شناگر اهل استرالیا بوده‌است.
وی افتخارات زیادی در بازی‌های المپیک کسب کرده‌است که مهم‌ترین آن کسب مدال طلا شنای ۱۵۰۰ متر آزاد بازی‌های المپیک تابستانی ۱۹۲۴ بوده‌است.